# Intel-Tiger-Lake-Mikroarchitektur
Die Tiger-Lake-Mikroarchitektur ist der Nachfolger der Ice-Lake-Mikroarchitektur, die Vorstellung erfolgte im September 2020, Auslieferung erster Notebooks dieser Architektur sind in Deutschland ab November 2020 erfolgt.
Im Vergleich zum Vorgänger Ice-Lake kommt ein 10-nm-Herstellungsprozess zum Einsatz, der sowohl von den erreichbaren Taktfrequenzen als auch von der Energieeffizienz dem weiterhin von Intel verwendeten 14-nm++-Prozess überlegen sein soll. Intel vermarktet CPUs mit dieser Mikroarchitektur als Core-i-Prozessoren der 11. Generation.

## Fertigungsprozess
Tiger Lake wird in einem optimierten 10-nm-Prozess bei Intel gefertigt, den Intel 10-nm-SuperFin nennt. Intel hebt für diesen Prozess zwei Optimierungen hervor:
- die Transistoren werden mit geänderter Geometrie gebaut, früher FinFET, nun SuperFinFET
- es werden Metal-Isolator-Metal-Kapazitäten (MIM-Kapazitäten) aus neuen Materialien mit geringeren elektrischen Widerständen, aber 5-fach höherer Kapazität gebaut

Die Änderungen erlauben höhere Taktraten von aktuell bis zu 4,8 GHz und eine höhere Rechenleistung pro Watt.

## Integrierte Prozessorgrafik
Im Gegensatz zu Core-i-Prozessoren der 10. Generation (Ice-Lake- sowie Comet-Lake-Mikrorchitekturen) kommt die neue Xe-Grafik-Architektur mit 48 / 80 / 96 Compute Units zum Einsatz.

## Erste Chips
Zunächst erscheinen 2- oder 4-Kern-Prozessoren für Notebooks mit einer Die-Größe 13,49 mm × 10,70 mm, Fläche 144,34 mm² im Intel 10 nmSF Prozess, 2/4 Kerne, Xe-GPU mit 48 / 80 / 96 Compute Units. Anders als früher wird ein Modell nicht für eine feste TDP entwickelt, sondern die TDP ist abhängig vom Package einstellbar in einem von zwei Bereichen:
1. Bereich:   7–15 Watt, kleineres BGA-UP4-Package (Nachfolger der bisherigen Y-Serie)
2. Bereich:  12–28 Watt, größeres BGA-UP3-Package (Nachfolger der bisherigen U-Serie)

- ein in der BGA-Package als getrenntes Chiplet eingebauter Chipsatz  mit USB4- und Thunderbolt-4-Schnittstellen ist Bestandteil von Tiger Lake
- 4 PCIe 4.0 Lanes je Kern (wie Ice Lake) sind vorhanden, werden aber derzeit im Chipsatz aus Energiespargründen nicht verwendet

## Änderungen im Kern
Der neue Kern trägt die Code-Bezeichnung Willow Cove, L2- und L3-Cache wurden gegenüber Ice Lake vergrößert:
| Kern        | Ice Lake / Sunny Cove | Tiger Lake / Willow Cove |
| ----------- | --------------------- | ------------------------ |
| L1-Daten    | 048 KB/Kern           | 0048 KB/Kern             |
| L1-Befehle  | 032 KB/Kern           | 0032 KB/Kern             |
| L2          | 512 KB/Kern           | 1280 KB/Kern             |
| L3 (Shared) | 002 MB/Kern           | 0003 MB/Kern             |

Einige der ersten Serie Tiger-Lake-Modelle sind nur mit 2 MB L3-Cache ausgestattet.
- Befehlssatz: einige neue sicherheitsrelevante Befehle wie TME (Total Memory Encryption).
- AVX-512: Die Willow-Cove-Kerne enthalten wie Sunny Cove die AVX-512-Erweiterungen, die ursprünglich bei den Xeon-Server-CPUs eingeführt wurden.

Intel baut weitere KI-Beschleunigungsfunktionen in die Xe-Grafikeinheit der Tiger-Lake-Chips ein.
- Arbeitsspeicher-Unterstützung: Die Kerne sind für 32 GB LPDDR4X-4266 oder 64 GB DDR4-3200 oder LPDDR5-5400 spezifiziert
  - Die LPDDR5-Arbeitsspeicher-Unterstützung ist in die ersten, im Oktober 2020 erscheinenden Notebooks nicht eingebaut, da diese Module im Entwicklungszyklus nicht rechtzeitig ausreichend am Markt verfügbar waren.
- Die Einteilung der Chips für TDP-Bereiche anstelle einer festen TDP, wie bei der Ice-Lake-Mikroarchitektur, hat weitreichende Konsequenzen:
  - Die Laufzeiten eines Notebooks im Akkubetrieb hängt in Teilen von der eingestellten TDP ab.
  - Real erreichbare Frequenzen hängen über die TDP-Einstellung des Herstellers maßgeblich von der jeweiligen Leistungsfähigkeit des verbauten Kühlsystems ab.
  - Die Leistungswerte (Single- und Multithread-Leistungswerte) können innerhalb eines CPU-Modells aufgrund unterschiedlich konfigurierter TDP voneinander abweichen.

| Eigenschaft                                     | Wert     |
| ----------------------------------------------- | -------- |
| Kerne / Threads:                                | 4 / 8    |
| Basis-Frequenz bei 12 W                         | 1200 MHz |
| Basis-Frequenz bei 15 W                         | 1800 MHz |
| Basis-Frequenz bei 28 W                         | 3000 MHz |
| Turbo-Frequenz bei 1 Kern in Nutzung bei 50 W   | 4800 MHz |
| Turbo-Frequenz bei 4 Kernen in Nutzung bei 50 W | 4300 MHz |
| Xe-Frequenz                                     | 1450 MHz |

Die Abwärme von 50 Watt bei den Turbo-Frequenzen kann nur wenige Sekunden gehalten werden, da die TDP, auf die die Kühlung ausgelegt wird, erheblich niedriger ist. Dieser Frequenzwert ist zumindest bei kompakten Notebooks oft nur eingeschränkt nutzbar.